# 桜ヶ丘古墳
桜ヶ丘古墳（さくらがおかこふん、桜ケ丘古墳）は、長野県松本市浅間温泉にある古墳。形状は円墳。史跡指定はされていない。出土品は長野県宝に指定されている。

## 概要
長野県中部、松本盆地北東縁の桜ヶ丘丘陵の尾根先端部（標高約678メートル）に築造された古墳である。1954年（昭和29年）に中学生によって発見され、1955年（昭和30年）に発掘調査が実施されて副葬品が出土している。
墳形は円形で、直径約30メートル・高さ約5メートルを測る。埋葬施設は遺存状態が悪いが、竪穴式石室の一種で、主室・副室に分かれる。主室の内法は長さ2.5メートル・幅1.2-1.3メートル、副室（礫槨）の内法は長さ1.8-1.85メートル・幅約0.6メートルを測る。石室内からは金銅製天冠・甲冑一式を始めとする多数の副葬品が出土している。
築造時期は、古墳時代中期の5世紀後半頃と推定される。政治的な権威を示す天冠・竪櫛と、武力的な権威を示す武具・武器類が共に副葬される点で特異性を示す古墳になる。
出土品は2010年（平成22年）に長野県宝に指定されている。

## 遺跡歴
- 1954年（昭和29年）、女鳥羽中学校生徒によって発見。
- 1955年（昭和30年）、発掘調査。副葬品の出土（國學院大學の大場磐雄ら、1966年に報告）。
- 1969年（昭和44年）、金銅製天冠が長野県宝に指定。
- 1987年（昭和62年）、県史編纂事業に伴う墳丘測量調査および遺物の一部の再実測（滝沢誠ら、1988年に報告）。
- 1988年（昭和63年）3月17日、金銅製天冠以外の出土品が松本市指定重要文化財に指定。
- 2002年度（平成14年度）、遺物再整理（松本市教育委員会、2003年に報告）[1]。
- 2010年（平成22年）10月18日、出土品が長野県宝に指定。

## 出土品

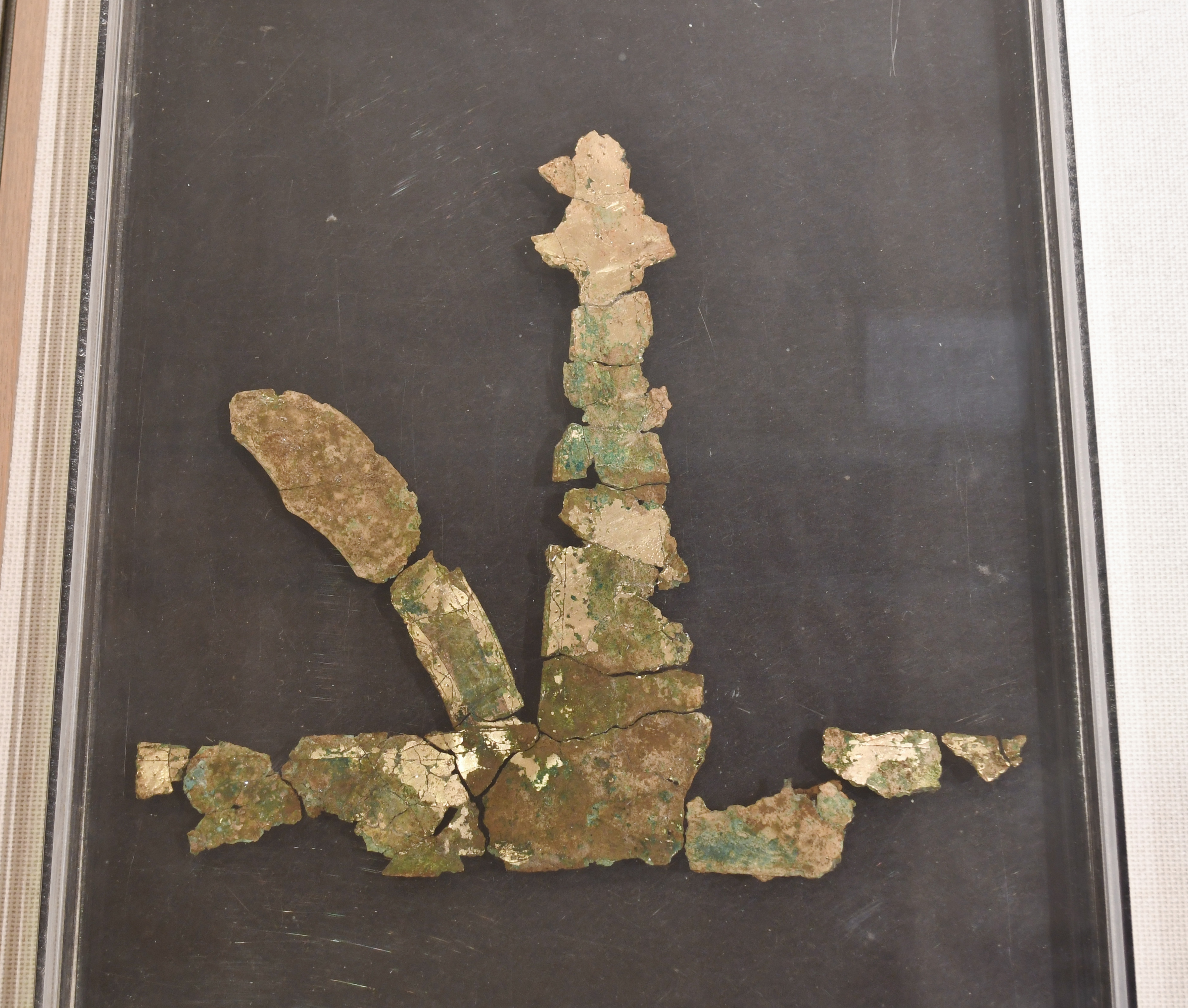
金銅製天冠（長野県宝）松本市立考古博物館展示（他画像も同様）。

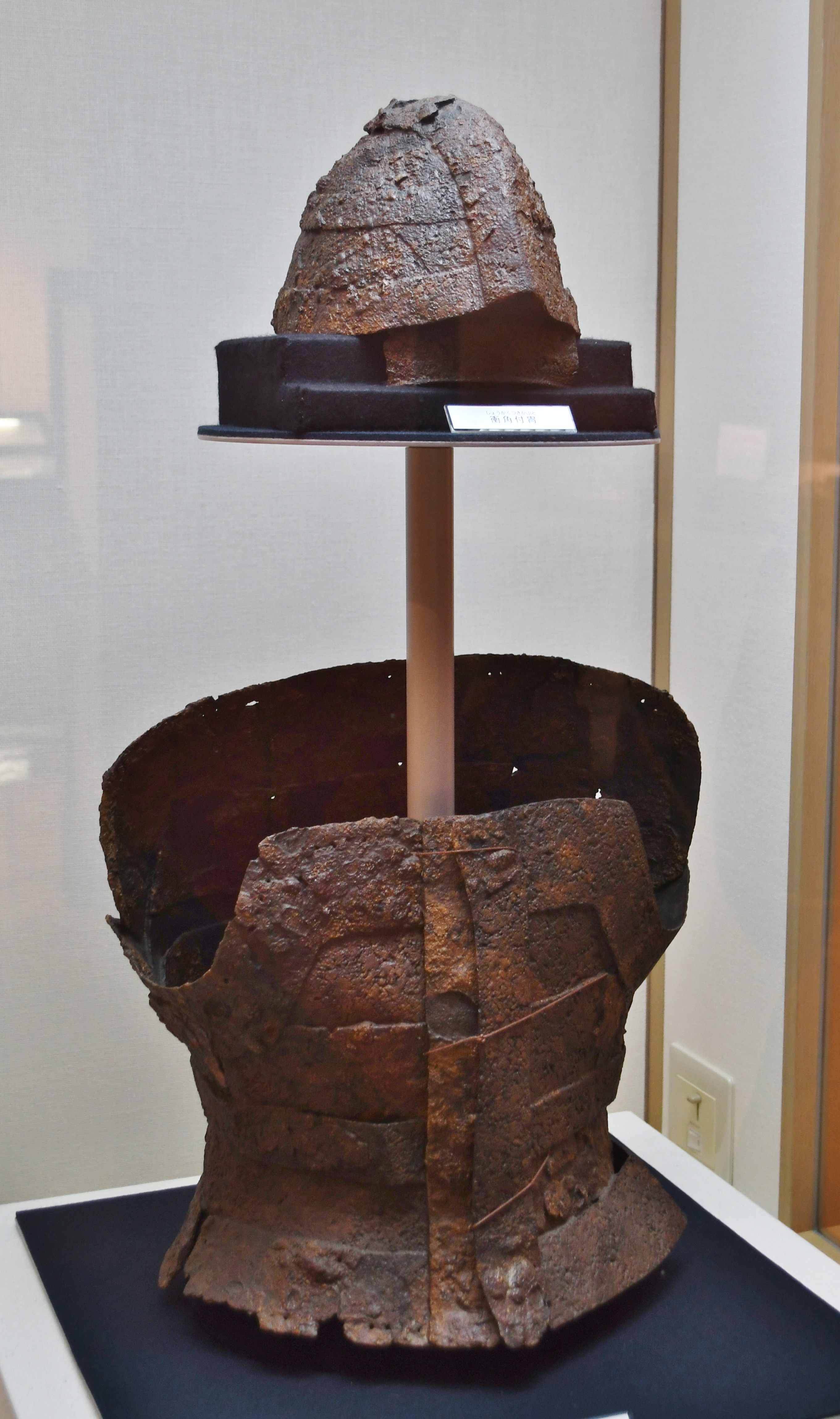
甲冑（長野県宝）

1955年（昭和30年）の発掘調査で出土した副葬品は次の通り。

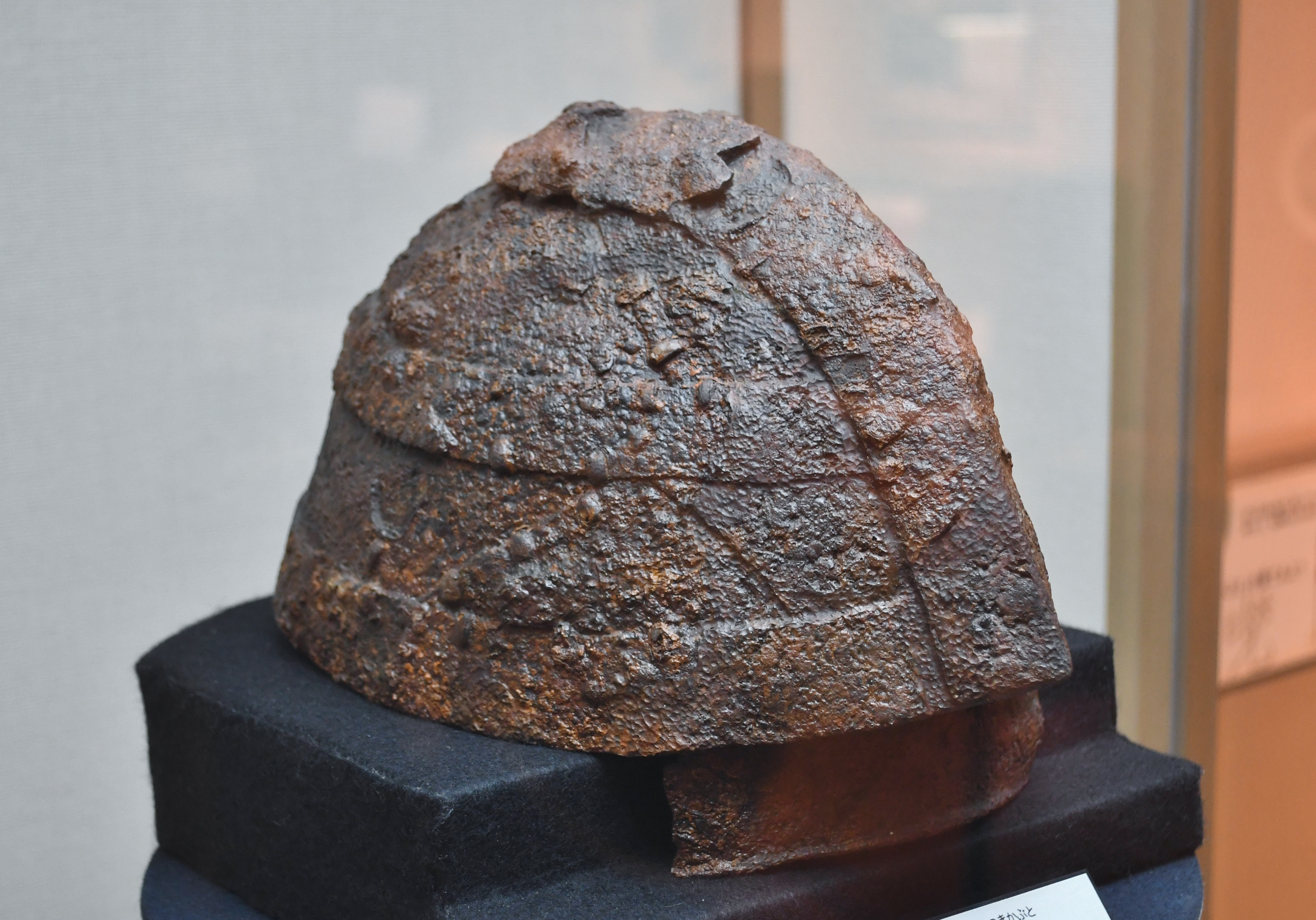
衝角付冑
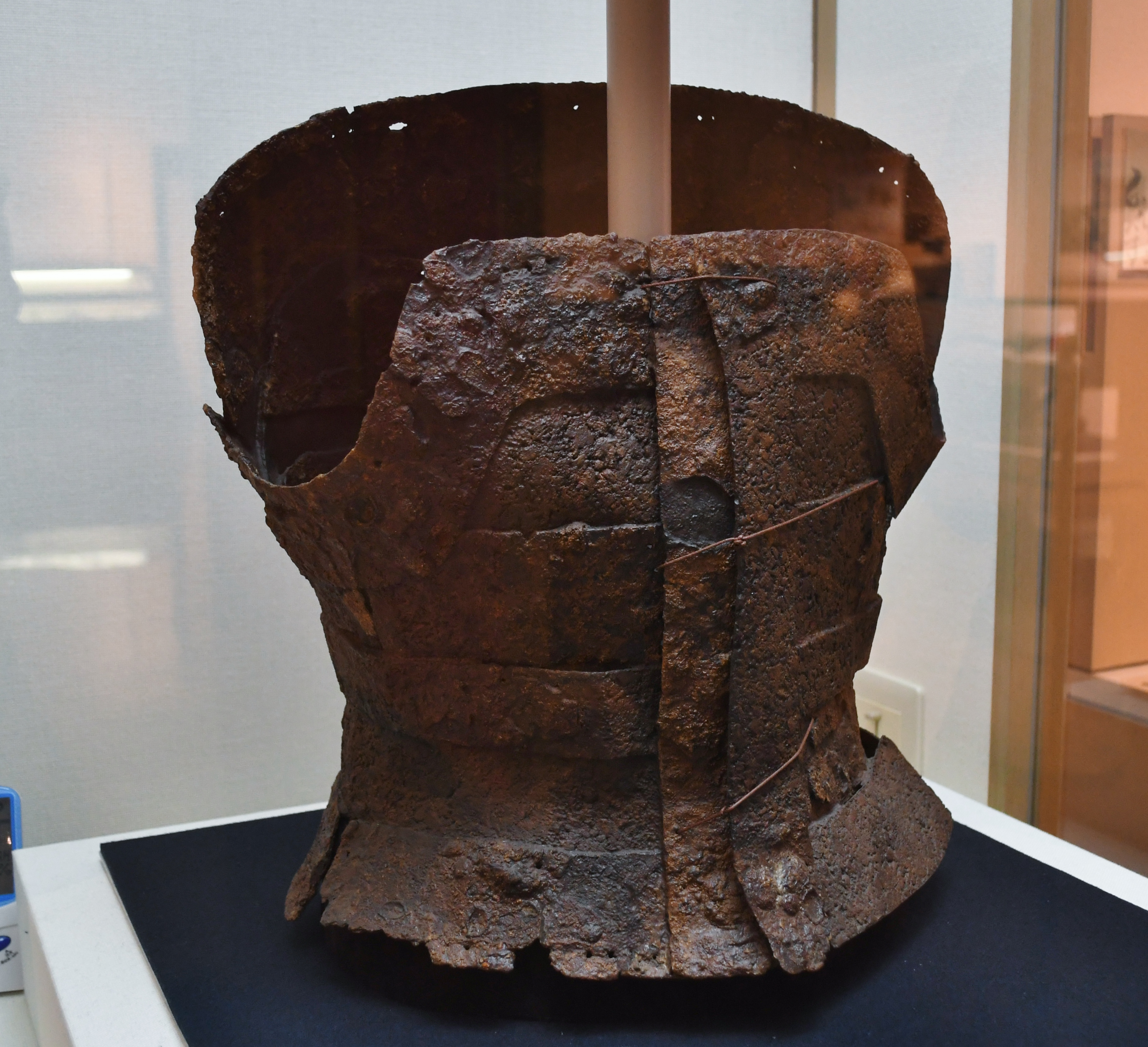
短甲
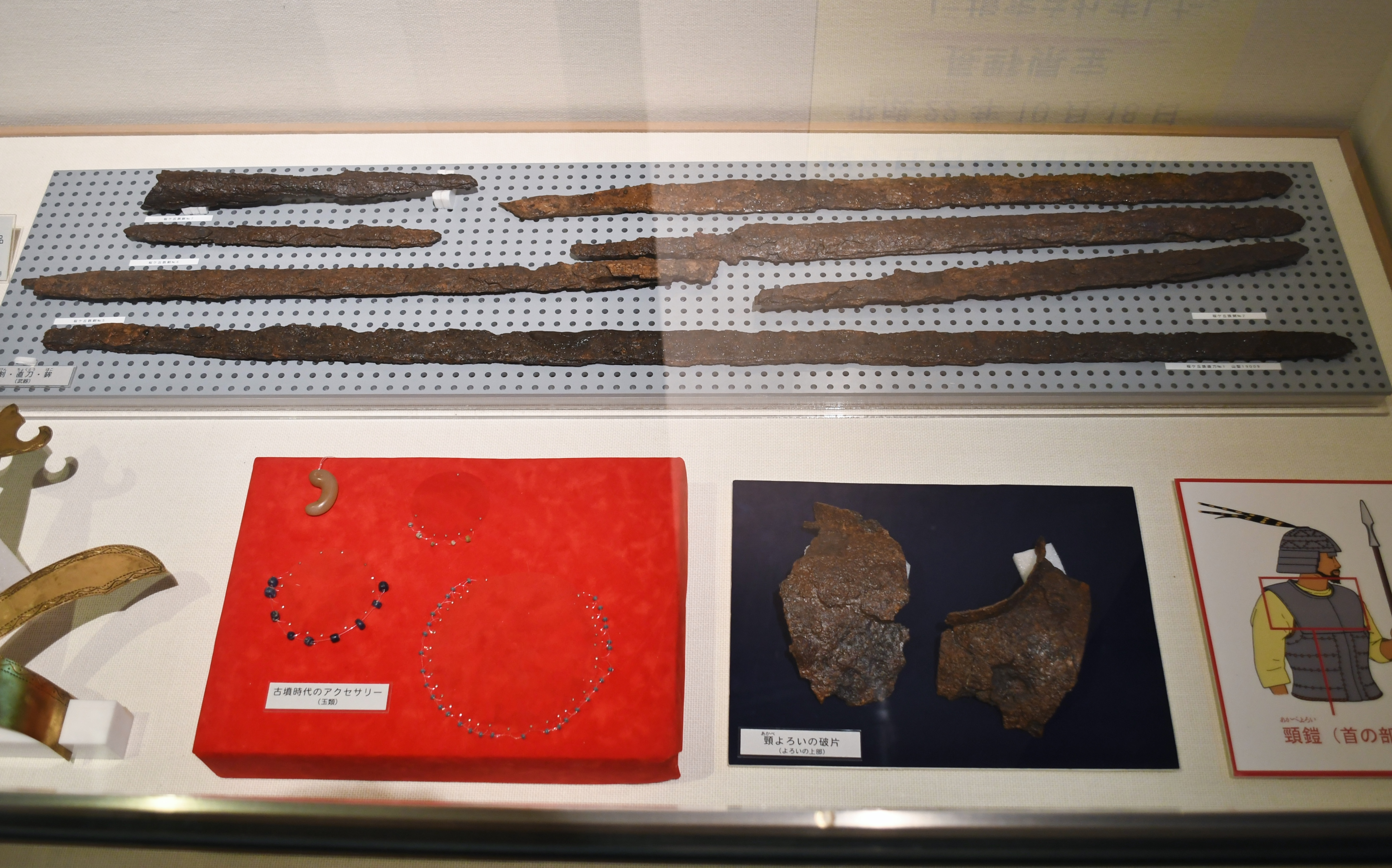
装身具・武器・頸甲

- 装身具類
  - 金銅製天冠 1
  - 黒漆塗竹製竪櫛 1 - 天冠に付着。
  - 瑪瑙製勾玉 1
  - ガラス製丸玉 9
  - ガラス製小玉 32
  - 滑石製臼玉 5
- 武具類
  - 三角板革綴衝角付冑 1
  - 革綴頸甲 1
  - 長方板革綴短甲 1
- 武器類
  - 鉄剣 5
  - 直刀 1
  - 鉄矛 1
  - 鉄鏃 5

- 衝角付冑
- 短甲
- 装身具・武器・頸甲

## 文化財

### 長野県指定文化財
- 長野県宝（有形文化財）
  - 桜ヶ丘古墳出土品（考古資料） - 2010年（平成22年）10月18日指定。

## 関連施設
- 松本市立考古博物館（松本市中山） - 桜ヶ丘古墳の出土品を展示。

## 関連文献
（記事執筆に使用していない関連文献）
- 『信濃浅間古墳』本郷村教育委員会、1966年。
- 青木繁夫「松本市桜ヶ丘古墳出土金銅天冠の修復処置（受託研究報告第40号）」『保存科学』第15号、東京国立文化財研究所、1976年3月31日、51-55頁。 - リンクは東京文化財研究所。
- 滝沢誠「長野県松本市桜ケ丘古墳の再調査」『信濃』第40巻第10号、信濃史学会、1988年10月、941-954頁。